# Виняте
Виня̀те (на италиански: Vignate, на западноломбардски: Vignàa, Виняа) е град и община в Северна Италия, провинция Милано, регион Ломбардия. Разположен е на 121 m надморска височина. Населението на общината е 9210 души (към 2013 г.).